# Lista de animes baseados em videogames
Esta é uma lista de animes baseados em videogames. Estão listados animações japonesas que são adaptações de videogames, a maioria deles baseados em videogames japoneses, como visual novel.
| Anime                                  | Videogame                                 | Ano de adaptação | Notas                                                                                    | Ref.                |
| -------------------------------------- | ----------------------------------------- | ---------------- | ---------------------------------------------------------------------------------------- | ------------------- |
| 11eyes                                 | 11eyes: Tsumi to Batsu to Aganai no Shōjo | 2009             |                                                                                          | [ 1 ]               |
| Amnesia                                | Amnesia                                   | 2013             | Fora do Japão, o jogo se intitula Amnesia: Memories.                                     | [ 2 ]               |
| Dōbutsu no Mori                        | Animal Crossing                           | 2006             | Baseado principalmente em Animal Crossing: Wild World.                                   | [ 3 ]               |
| Akaneiro ni Somaru Saka                | Akaneiro ni Somaru Saka                   | 2009             |                                                                                          | [ 4 ]               |
| Castlevania                            | Castlevania                               | 2017             |                                                                                          | [carece de fontes?] |
| Chaos;Child                            | Chaos;Child                               | 2017             |                                                                                          | [ 5 ]               |
| Chaos;Head                             | Chaos;Head                                | 2008             |                                                                                          | [ 6 ]               |
| Clannad                                | Clannad                                   | 2007             | As animações Clannad e Clannad After Story seguem diferentes caminhos presentes no jogo. | [ 7 ]               |
| Corpse Party                           | Corpse Party                              | 2012, 2013       | Adaptação em OVA em 2012 e anime de quatro episódios em 2013.                            | [ 8 ]               |
| Danganronpa: Trigger Happy Havoc       | Danganronpa: The Animation                | 2013             |                                                                                          | [ 9 ]               |
| Devil May Cry                          | Devil May Cry                             | 2007             | Produzido pelo mesmo produtor de Castlevania.                                            | [ 10 ]              |
| Dramatical Murder                      | Dramatical Murder                         | 2014             |                                                                                          | [ 11 ]              |
| Fate/stay Night: Unlimited Blade Works | Fate/stay night: Unlimited Blade Works    | 2010             |                                                                                          | [ 12 ]              |
| Final Fantasy: Legend of the Crystals  | Final Fantasy                             | 1994             | Sequência do jogo Final Fantasy V.                                                       | [ 13 ]              |
| Galaxy Angel                           | Galaxy Angel                              | 2001             |                                                                                          | [ 14 ]              |
| God Eater                              | God Eater                                 | 2015             |                                                                                          | [ 15 ]              |
| Higurashi No Naku Koro Ni              | Higurashi No Naku Koro Ni                 | 2006             | Também intitulado Higurashi When They Cry.                                               | [ 16 ]              |
| Inazuma Eleven                         | Inazuma Eleven                            | 2008             | Também conhecido como Super Onze no Brasil.                                              | [ 17 ]              |
| Rumbling Hearts                        | Kimi ga Nozomu Eien                       | 2003             |                                                                                          | [ 18 ]              |
| MapleStory                             | MapleStory                                | 2008             | Produzido pela Madhouse.                                                                 | [ 19 ]              |
| Pokémon                                | Pokémon                                   | 1997             | Além do anime de mais de mil episódios, também foi adaptado para diversos filmes.        | [ 20 ]              |
| Robotics;Notes                         | Robotics;Notes                            | 2012             |                                                                                          | [ 21 ]              |
| Satsuriku no Tenshi                    | Satsuriku no Tenshi                       | 2018             | Também intitulado "Angels of Death".                                                     | [ 22 ]              |
| School Days                            | School Days                               | 2007             |                                                                                          | [ 23 ]              |
| Shuffle!                               | Shuffle!                                  | 2005             |                                                                                          | [ 24 ]              |
| Steins;Gate                            | Steins;Gate                               | 2011             | A visual novel também será adaptada para live-action.                                    | [ 25 ]              |
| Tales of Eternia                       | Tales of Eternia                          | 2001             |                                                                                          | [ 26 ]              |
| Togainu no Chi                         | Togainu no Chi                            | 2010             | O mangaká Suguro Chayamachi também produziu uma versão em mangá do jogo.                 | [ 27 ]              |
| Triangle Heart                         | Triangle Heart                            | 2000             |                                                                                          | [ 28 ]              |
| Umineko no Naku Koro ni                | Umineko no Naku Koro ni                   | 2009             | Também intitulado Umineko When They Cry.                                                 | [ 29 ]              |
| Utawarerumono: The False Faces         | Utawarerumono                             | 2006, 2015       |                                                                                          | [ 30 ]              |
| Valkyria Chronicles                    | Valkyria Chronicles                       | 2009             |                                                                                          | [ 31 ]              |
| Yosuga no Sora                         | Yosuga no Sora                            | 2010             | A animação recebeu uma versão em Blu-Ray em 2016.                                        | [ 32 ]              |